# Сияй
«Сияй» — песня российского певца и автора песен Ramil’, выпущенная 10 июля 2020 года в качестве ведущего сингла из его одноимённого третьего студийного альбома. Продюсером трека выступил пражский музыкальный продюсер Zane98.

## История
Песню «Сияй» я писал, когда был в большом стрессе. У меня тогда был сложный период в жизни, переломный момент, и в тот момент родилась эта песня. Я вылил в ней всю душу, рассказал свою историю.Ramil’ о песне «Сияй» в интервью женскому журналу Glamour
В начале июня 2020 года Ramil’ опубликовал в своём аккаунте Instagram отрывок ещё невыпущенной песни «Сияй». Из-за большой популярности отрывка известные блогеры стали снимать с ним видео и запускать челленджи. Ещё до официального релиза трек был зашазамлен более 260 000 раз.
Неделей спустя после официального релиза, сингл получил платиновую сертификацию. Ещё одной неделей позже «Сияй» сертифицируется дважды платиновым.
В декабре 2020 года российская социальная сеть «ВКонтакте» опубликовала музыкальные итоги 2020 года. «Сияй» заняла четвёртую строчку в списке 10 главных треков 2020 года.

## Видеоклип
Релиз официального видеоклипа на трек состоялся 30 сентября на YouTube-канале Ramil’. В клипе демонстрируется собрание людей, переживших расставание. Среди этих людей оказывается Ramil’. На протяжении клипа он рассказывает свою историю расставания, которая позднее оживает в его воображении. По словам Ramil’, главная цель клипа — визуализировать проблемы современного человека.

## Чарты
| Чарт (2020)                | Высшая позиция |
| -------------------------- | -------------- |
| Армения (iTunes)           | 4              |
| Украина (iTunes)           | 22             |
| Казахстан (iTunes)         | 42             |
| Молдова (iTunes)           | 99             |
| Узбекистан (iTunes)        | 140            |
| Узбекистан (Apple Music)   | 5              |
| Молдова (Apple Music)      | 12             |
| Беларусь (Apple Music)     | 14             |
| Латвия (Apple Music)       | 14             |
| Эстония (Apple Music)      | 16             |
| Украина (Apple Music)      | 16             |
| Туркменистан (Apple Music) | 24             |
| Армения (Apple Music)      | 26             |
| Азербайджан (Apple Music)  | 27             |
| Кыргызстан (Apple Music)   | 27             |
| Казахстан (Apple Music)    | 41             |
| Литва (Apple Music)        | 68             |
| Таджикистан (Apple Music)  | 128            |

| Чарт (2020)                       | Высшая позиция |
| --------------------------------- | -------------- |
| Россия (Яндекс.Музыка)            | 1              |
| Россия (Apple Music)              | 1              |
| Россия (iTunes)                   | 4              |
| Россия (Zvooq.pro)                | 1              |
| Top Radio & YouTube Hits (Tophit) | 22             |
| Top Radio & YouTube Hits (Tophit) | 3              |
| Top YouTube Hits (Tophit)         | 7              |
| Top YouTube Hits (Tophit)         | 3              |

| Чарт (2020)                       | Высшая позиция |
| --------------------------------- | -------------- |
| Top Radio & YouTube Hits (Tophit) | 48             |
| Top Radio & YouTube Hits (Tophit) | 8              |
| Top YouTube Hits (Tophit)         | 13             |
| Top YouTube Hits (Tophit)         | 6              |